# Claro
Pour les articles homonymes, voir Claro (homonymie).
Claro est une localité et une ancienne commune suisse du canton du Tessin, située dans le district de Bellinzone.

Photo aérienne prise par Walter Mittelholzer (1931)

Le 2 avril 2017, elle est rattachée à la commune de Bellinzone, elle est de fait détachée du district de Riviera pour rejoindre le district de Bellinzone.